# Prasat Thong
 (juillet 2017).
Si vous disposez d'ouvrages ou d'articles de référence ou si vous connaissez des sites web de qualité traitant du thème abordé ici, merci de compléter l'article en donnant les références utiles à sa vérifiabilité et en les liant à la section « Notes et références ».
Somdet Phrachao Prasatthong (en thaï : สมเด็จพระเจ้าปราสาททอง) (v. 1600 / 1656) est le premier roi de la dynastie Prasat Thong, quatrième du royaume d'Ayutthaya. De naissance discutée, il régna de 1629 à 1656. Les historiens thaïs traditionnels pensent qu'il est le fils illégitime du roi Ekathotsarot alors que d'autres (comme Jeremias van Vliet, contemporain du roi) pensent qu'il est le cousin maternel du roi Songtham. Bien qu'on ne connaisse avec précision sa date de naissance, on sait qu'il vint au monde vers 1600 sous le règne de Naresuan.